# Кузьменко, Василий Денисович
Василий Денисович Кузьменко (укр. Василь Денисович Кузьменко; 1897 год — 21 октября 1937 года) — коммунистический политический деятель, член ВУЦИК.

## Биография
Родился в бедной крестьянской семье. Окончил два класса сельской школы. Работал слесарем. 
Член РКП(б) c октября 1918 года.
В начале 1920-х годов был главой исполкома Шулявского районного совета города Киев, главой Киевского районного комитета Союза железнодорожников. До 1924 — глава Киевского губернского совета Союза металлистов. В 1924—1925 годах — глава Киевского губернского совета профсоюза. 
C ноября 1927 года по апрель 1929 года был кандидатом в члены ЦК КП(б) Украины.
С июня 1928 года по апрель 1929 года — кандидат в члены Организационного бюро ЦК КП(б) Украины.
В 1928 году стал секретарём Всеукраинского совета профсоюзов.
С апреля 1929 года по август 1937 года — член ЦК КП(б) Украины.
С апреля 1929 года по июнь 1930 года был членом Организационного бюро ЦК КП(б) Украины.
С января 1930 года — заместитель наркома просвещения Украинской ССР.
25 июля 1931 — 4 сентября 1932 года — народный комиссар коммунального хозяйства Украинской ССР.
С февраля 1932 года по март 1933 года — глава исполкома Харьковского областного совета.
В 1933—1934 годах — заместитель народного комиссара рабоче-крестьянской инспекции Украинской ССР.
26 января—10 февраля 1934 года делегат XVII съезда ВКП(б) с совещательным голосом.
22 октября 1936 — 1937 года — народный комиссар лесной промышленности Украинской ССР.
С марта 1934 года по сентябрь 1937 года был председателем правления Укоопсоюза.
23 августа 1937 года арестован органами НКВД, и уже 21 октября 1937 года расстрелян. Посмертно реабилитирован 20 октября 1956 года.